# Calyptrogyne condensata
Calyptrogyne condensata là loài thực vật có hoa thuộc họ Arecaceae. Loài này được (L.H.Bailey) Wess.Boer mô tả khoa học đầu tiên năm 1968.